# Vereniging Binnenlandse Houtproducenten
De vereniging Binnenlandse Houtproducenten (VBP, ook BHP) is een Surinaamse  belangenorganisatie van ondernemers die in het binnenland bomen kapen en hout zagen.
De vereniging werd in 2015 opgericht en is sinds mei 2016 een samenwerkingspartner van het ministerie van Regionale Ontwikkeling. Er waren binnen circa een jaar meer dan 160 leden aangesloten, die ze accommodeert, begeleidt en van trainingen verzorgt. In 2016 kende het ministerie van Ruimtelijke Ordening, Grond- en Bosbeheer de vereniging een terrein van vijf hectare toe aan de Martin Luther Kingweg om te dienen voor houtopslag en voor een trainingscentrum. In 2023 waren de Binnenlandse Houtproducenten gesprekspartner bij de ordening van de houtsector en werd gesproken over het geleidelijk aan stoppen met de export van rondhout.